# Holothrips bratleyi
Holothrips bratleyi är en insektsart som först beskrevs av Watson 1935.  Holothrips bratleyi ingår i släktet Holothrips och familjen rörtripsar. Inga underarter finns listade i Catalogue of Life.